# Казанская государственная академия ветеринарной медицины
Каза́нская госуда́рственная акаде́мия ветерина́рной медици́ны и́мени Н.Э. Ба́умана — существовавшее с 1873 по 2025 год высшее учебное заведение России. Реорганизован в форме присоединения к Казанскому государственному аграрному университету.

## История

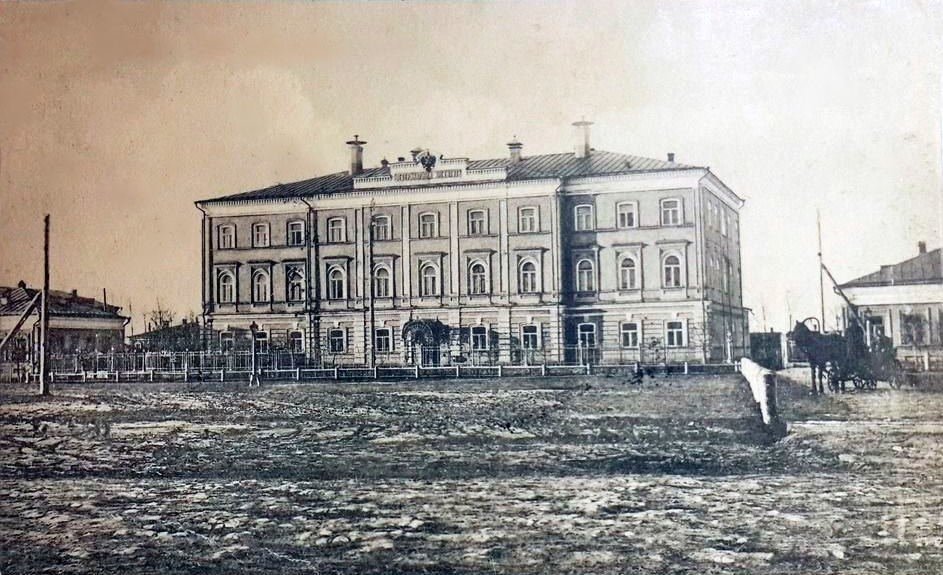
Около 1900 года

Был учреждён в 1873 году как Казанский ветеринарный институт — высшее учебное заведение Российской империи. Основной костяк преподавателей составили приглашённые профессора, в том числе и первый директор, основатель польской ветеринарии, директор Варшавской ветеринарной школы П. Т. Зейфман. Помимо тесного сотрудничества с университетом он ввёл ежегодные научные стажировки преподавателей в европейские высшие учебные заведения. Эти традиции неукоснительно поддерживались всеми руководителями института, крупными учёными И. Н. Ланге, К. М. Гольцманом, К. Г. Болем.
Ветеринарный институт имел право присваивать степени ветеринара и магистра ветеринарной медицины, соответствующие университетским степеням кандидата и магистра, со всеми их правами. Профессора и доценты института во всех правах были равны с профессорами и доцентами университетов. Те из них, которые читали специальные науки, должны были иметь степень магистра ветеринарной медицины. По штатам преподавательский персонал института состоял из 3 ординарных профессоров (в том числе директор института), одного экстраординарного, 3 доцентов, прозектора при кафедре зоотомии и ученого кузнеца. В обязанности преподавательского состава института лежало преподавание специальных предметов: зоотомии (с практическими занятиями), гистологии, физиологии, общей патологии, патологической анатомии и гистологии (с практическими упражнениями); частной патологии и терапии; общей, частной и оперативной хирургии, акушерства; эпизоотологии с ветеринарной полицией, общей терапии, судебной ветеринарии; теории ковки (с практическими упражнениями); ведения клиник терапевтической, хирургической и заразной; зоогигиены, экстерьера, фармакогнозии, фармации, фармакологии с рецептурой, сельского хозяйства (полеводство и луговодство), коневодства, скотоводства и учения о животных продуктах. Вспомогательные предметы — богословие, химия (неорганическая, органическая и физиологическая), физика, ботаника, зоология, сравнительная анатомия — читаются в большинстве случаев профессорами этих предметов из Казанского университета, как доцентами института. Кроме указанного персонала, при институте состояли 2 ассистента при клинике, помощник прозектора и лаборант по фармации. Выбор всех этих лиц, также как приват-доцентов и сверхштатных ассистентов, принадлежал Совету института, включающего всех профессоров и доцентов, под председательством директора. Курс обучения в институте — четырёхлетний. По окончании его студенты могли держать экзамен как на ветеринара, так прямо на магистра ветеринарной медицины. В последнем случае от них, как и от лиц, уже имеющих диплом ветеринара, но желающих приобрести степень магистра, требовались не только большие познания по специальным предметам ветеринарии, но и основательное знакомство с её литературой. Выдержавшие испытание обязаны были ещё представить и публично защитить диссертацию по одному из специальных предметов.
В течение 1890 года получили степень ветеринара 39 выпускников. На 1 января 1891 года числилось 100 студентов.
До 1930 года институт был однофакультетным. В 1931 году он был передан Всесоюзному эпизоотическому тресту и стал четырёхфакультетным (эпизоотологический, санитарно-клинический, зоотехнический и рабочий факультеты). На следующий год трест был ликвидирован, но четырёхфакультетный ветеринарный институт существовал до 1936 года в подчинении Министерства сельского хозяйства СССР. Затем факультеты были объединены в два — ветеринарный и зоотехнический.
В 1984 году из научного сектора академии был организован Всесоюзный научно-исследовательский ветеринарный институт (Казань).
В 1995 году Казанский ветеринарный институт был переименован в Казанскую государственную академию ветеринарной медицины.
За годы работы ВУЗом подготовлено более 22 тысяч ветеринарных врачей и зооинженеров. В структуре академии — 3 факультета, 26 кафедр, а также лечебно-консультационный центр.
1 апреля 2025 года был реорганизован в форме присоединения к Казанскому государственному аграрному университету, вошел в его состав как институт "Казанская академия ветеринарной медицины им. Н.Э. Баумана".

## Структура
Подготовка ведется по следующим направлениям подготовки: Зоотехния, Технология производства и переработки сельскохозяйственной продукции, Стандартизация и метрология, Ветеринарная санитарная экспертиза и специальности — Ветеринария, и 14 специализациям. Насчитывается 113 преподавателей.